# 그라펜리트
그라펜리트(독일어: Grafenried)는 스위스 베른주의 베른-미텔란트구에 있는 이전 시정촌이다. 2014년 1월 1일 그라펜리트, 뷔렌 춤 호프, 에첼코펜, 림파흐, 뮐히, 샬루넨 및 차우겐리트의 이전 시정촌이 프라우브루넨 시로 합병되었다.

## 역사
그라펜리트는 1258년에 Gravenriet로 처음 언급되었다. 1262년에 그것은  Riede로 언급되었다.
정착지의 가장 오래된 흔적은 아이히베르크에 있는 할슈타트 시대의 무덤이다. 빌레/비텐베르크에서 로마 시대 농장과 중세 후기 버려진 마을의 유적이 발견되었다. 중세 시대에 마을, 법원과 교회는 티르슈타인 백작이 소유했다. 13세기에 프라우브루넨 수도원은 마을 전체를 인수했다. 베른이 개신교 종교 개혁을 채택하고 수도원을 세속화하여 1528년 수도원의 모든 땅을 차지할 때까지 수도원의 통제하에 있었다. 베른의 통제하에 그라펜리드는 촐리코펜 궁정의 일부였던 프라우브루넨 영지의 일부가 되었다.
마을의 첫 번째 교회는 7~8세기에 지어졌다. 통로가 없는 교회는 프라우브루넨으로 가는 길에 있는 마을 바깥쪽의 로마 시대 이후의 무덤 위에 세워졌다. 마을은 1258년에 수도원으로부터 교회에 대한 후원권을 매입했다. 1535년에 이 교회는 지자체의 교구 교회가 되었다. 현재의 교회는 1748년에 세워졌다.
19세기 동안 많은 지역 농부들이 곡물 재배에서 젖소 사육으로 전환했다. 마을 낙농장은 1848년에 문을 열었다. 1916년에 베른-졸로투른-촐리코펜 철도(현재 베른-졸로투른 지역)의 역이 마을에 건설되었다. 그러나 소수의 소규모 사업체와 함께 대부분 농업과 농촌으로 남아 있었다. 1970년대에 몇몇 산업체(자동차 재활용, 철강 공학 및 목제품 공장)가 마을로 이전했다. 새로운 이웃 바히텔렌과 진포니아는 증가하는 인구를 위한 주택을 제공하기 위해 1976년에 지어졌다.

## 지리
합병 전 그라펜리트의 총면적은 4.8k㎡였다. 이 면적 중 2.61k㎡ (55.3%)가 농업 목적으로 사용되는 반면 1.65k㎡ (35.0%)는 삼림으로 사용된다. 나머지 토지 중 0.48k㎡ (10.2%)가 정착(건물 또는 도로), 0.01k㎡ (0.2%)가 강이나 호수이다.
건축면적 중 주택과 건물이 5.5%, 교통기반시설이 3.4%를 차지했다. 공원, 녹지대, 운동장이 1.1%를 차지했다. 삼림 지대를 제외한 모든 산림 지역은 울창한 숲으로 덮여 있다. 농경지 중 43.9%는 작물 재배에 사용되며, 9.3%는 목초지로, 2.1%는 과수원이나 덩굴 작물에 사용된다. 시정촌의 모든 물은 흐르는 물이다.
그것은 동부 라퍼스빌 고원에 위치하고 있다. 여기에는 그라펜리트 마을과 16세기에 세워진 두 개의 작은 마을인 부흐호프와 비넬이 포함된다.
2009년 12월 31일에 시정촌의 이전 구역인 푸라우브루넨구가 해산되었다. 다음 날 2010년 1월 1일에 새로 설립된 베른-미텔란트구에 합류했다.

## 인구통계
2011년 기준, 그라펜리트의 인구는 980명이다. 2010년 기준으로 인구의 3.8%가 거주하는 외국인이다. 2000년부터 2010년까지 지난 10년 동안 인구는 6.8%의 비율로 변화했다. 이민은 5.3%, 출생 및 사망은 2.4%를 차지했다.
2000년 기준, 인구 대부분인 862명(95.9%)이 독일어를 모국어로 사용하고, 프랑스어는 15명(1.7%)으로 두 번째로 많이 사용하고, 이탈리아어는 3명(0.3%)으로 세 번째로 사용한다.
2008년 기준으로 인구는 남성 48.2%, 여성 51.8%이다. 인구는 448명의 스위스 남성(인구의 45.8%)과 23명(2.4%)의 비스위스계 남성으로 구성되었다. 스위스 여성은 493명(50.4%), 비스위스계 여성은 14명(1.4%)이었다. 지자체의 인구 중 278 또는 약 30.9%가 그라펜리트에서 태어나 2000년에 거기에서 살았다. 같은 주에서 태어난 395 또는 43.9%가 있었고, 155개(17.2%)는 스위스 다른 곳에서 태어났다. 54명(6.0%)이 스위스 밖에서 태어났다.
2010년 기준으로 아동·청소년(0~19세)이 23.3%, 성인(20~64세)이 62%, 노인(64세 이상)이 14.7%를 차지한다.
2000년 기준으로 시정촌에 미혼이거나, 독신인 사람은 378명이다. 기혼자는 454명, 미망인은 36명, 이혼한 사람은 31명이었다.
2000년 현재 1인 가구는 91가구, 5인 이상 가구는 33가구이다. 2000년에는 총 332채(전체의 91.2%)가 상설 임대되었으며, 20채(5.5%)는 계절적 임대, 12채(3.3%)는 비어 있었다. 2010년 기준 신규주택 건설률은 인구 1,000명당 4.1세대이다. 2011년 시정촌 공실률은 1.16%였다.
역사적 인구는 다음 차트에 나와 있다.

## 정치
2011년 연방 선거에서 가장 인기 있는 정당은 25%의 득표율을 기록한 보수민주당(BDP) 이었다. 그 다음으로 인기 있는 3개 정당은 스위스인민당(SVP) (20.2%), 사회민주당(SP) (15.4%), 녹색당 (8.4%)이었다. 이번 연방 총선에서는 총 460표가 나왔고, 투표율은 58.3%였다.

## 경제
2011년 현재 그라펜리트의 실업률은 0.97%이다. 2008년 기준으로 시정촌에 고용된 사람은 총 164명이다. 이 중 1차 경제 부문에 42명이 고용되었고, 이 부문에 약 16개 기업이 참여했다. 24명이 2차 부문에 고용되었고, 이 부문에 8개의 기업이 있었다. 98명이 3차 부문에 고용되어 있으며, 이 부문에는 23개의 기업이 있다. 시정촌 주민은 491명으로 일정 정도 고용되었으며, 그중 여성이 전체 노동력의 43.4%를 차지하였다.
2008년에는 총 120개의 정규직에 상응하는 일자리가 있었다. 1차 부문의 일자리 수는 23개였으며, 모두 농업에 종사했다. 2차 부문의 일자리 수는 23개였으며, 그중 13개(56.5%)는 제조, 10개(43.5%)는 건설에 종사했다. 3차 부문의 일자리 수는 74개였다. 3차 부문에서 29개(39.2%)는 도소매 또는 자동차 수리, 11개(14.9%)는 상품의 이동 및 보관, 14개(18.9%)는 호텔 또는 레스토랑, 3개(4.1%)는 정보 산업에 종사했다. 3개(4.1%)는 기술 전문가 또는 과학자였으며, 6개(8.1%)는 교육 분야에 있었다.
2000년에는 자치단체로 통근하는 근로자가 60명, 출퇴근한 근로자가 402명이었다. 지자체는 근로자의 순수출 지자체로, 들어오는 1명당 약 6.7명의 근로자가 지자체를 떠나고 있다. 근로 인구의 32.8%가 대중교통을 이용하여 출퇴근하고, 46.6%가 자가용을 이용하였다.

## 종교

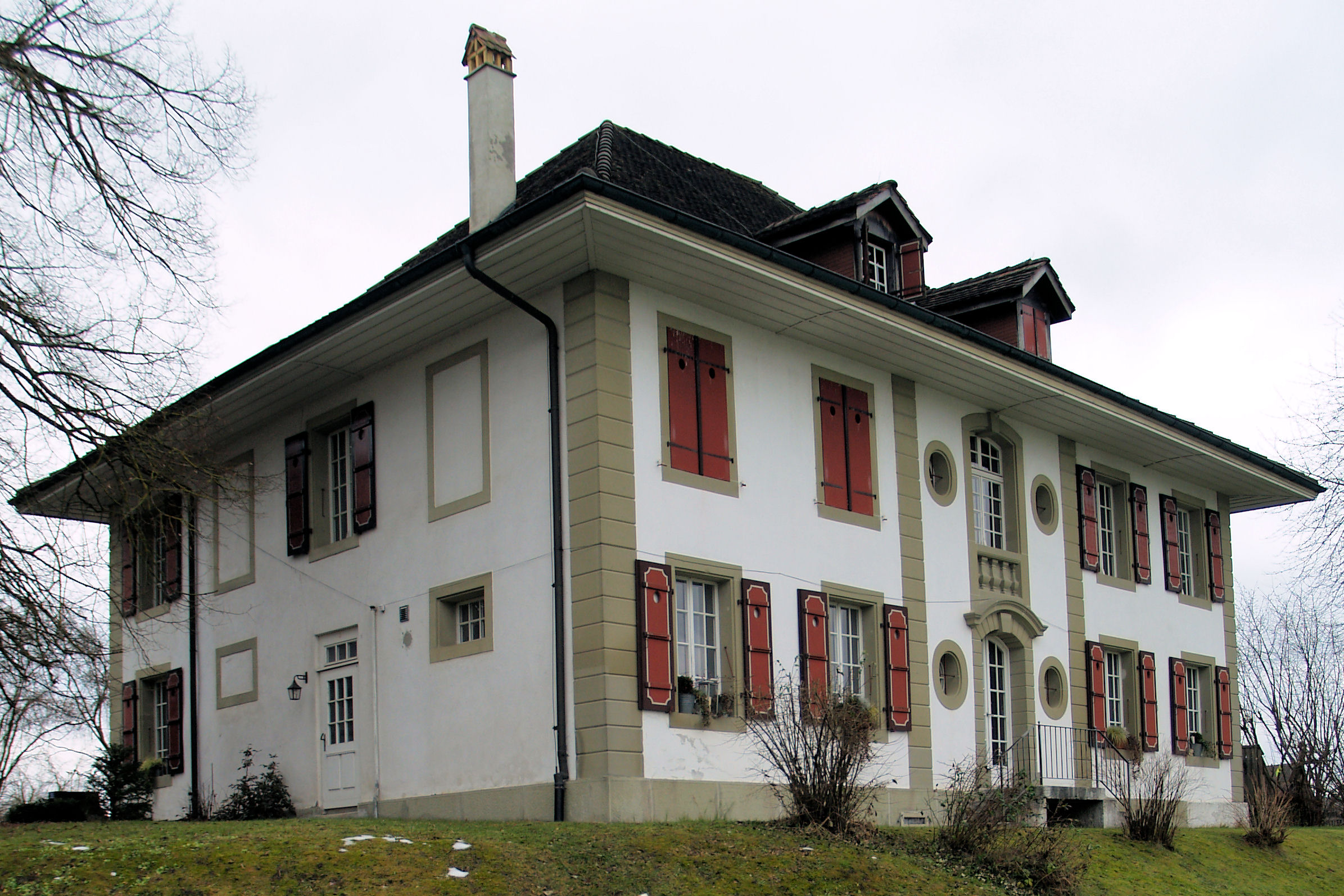
그리펜리트 마을 목사관.

2000년 인구 조사에서 86명(9.6%)가 로마 가톨릭 신자였으며, 703명(78.2%가 스위스 개혁 교회에 속했다. 나머지 인구 중 정교회 교인이 4명(0.44%), 크리스찬 가톨릭 교회 교인이 2명(0.22%), 다른 기독교 교회에 속한 54명(6.01%)이 있었다. 이슬람교 5명(0.56%), 불교 2명과 힌두교 6명이 있었다. 42명(4.67%)은 교회에 속하지 않았으며, 불가지론자 또는 무신론자이며, 22명의 개인(2.45%)이 질문에 대답하지 않았다.

## 교육
그라펜리트에서는 인구의 약 370명(41.2%)이 비필수 고등교육을 이수했으며, 145명(16.1%)이 추가 고등교육(대학 또는 응용학문대학)을 마쳤다. 고등교육을 이수한 145명 중 77.2%가 스위스 남성, 20.7%가 스위스 여성이었다.
베른주 학교 시스템은 1년의 의무 없는 유치원, 6년의 초등학교를 제공한다. 이후 3년 동안의 의무적 중학교 과정을 거쳐 학생들을 능력과 적성에 따라 구분한다. 중학교 이하 학생들은 추가 학교에 다니거나 견습생으로 들어갈 수 있다.
2010-11학년도 동안 그라펜리트의 수업에 총 82명의 학생이 참석했다. 시정촌에는 19명의 학생이 있는 유치원이 하나 있었다. 유치원생 중 10.5%는 교실 언어와 다른 모국어를 사용한다. 지자체에는 3개의 초등 학급과 63명의 학생이 있었다. 초등학생의 6.3%는 교실 언어와 다른 모국어를 사용한다.
2000년 기준으로 그라펜리트에는 다른 시정촌에서 온 학생이 3명, 시외 학교에 다니는 거주자는 64명이었다.

## 교통
그라펜리트는 교통이 상당히 발달되어 있다. 마을은 베른에서 졸로투른으로 가는 오래된 주요 도로에 있다. A1 고속도로(베른-취리히)에 가장 가까운 연결은 시내 중심에서 약 6km 떨어져 있다. 1916년 4월 10일, 현재 지역 운송 회사인 베른-졸로투른 지역교통이 운영하는 촐리코펜-졸로투른 구간이 그라펜리트역과 함께 운영에 들어갔다. 기차는 30분마다 베른과 졸로투른까지 운행한다.